# Twin Peaks (Kempland)
Die Twin Peaks (englisch für Zwillingsgipfel) sind zwei rund 1100 m hohe Berggipfel in der Schwartz Range des ostantarktischen Kemplands. Sie ragen 22 km nördlich des Wilma-Gletschers am Südwestufer der Edward-VIII-Bucht auf. 
Eine Mannschaft um den australischen Geodäten und Kartographen Robert George Dovers (1921–1981) sichtete sie 1954 im Zuge einer Kampagne der Australian National Antarctic Research Expeditions. Das Antarctic Names Committee of Australia benannte sie 1955 deskriptiv.